# Joseph-Louis Giret
Pour les articles homonymes, voir Giret.
Joseph-Louis Giret, né le 6 novembre 1763 à Florensac (Languedoc) et mort le 25 août 1794 à Nîmes (Gard), est un prêtre catholique français qui devient homme politique et magistrat sous la Terreur pendant la Révolution française.

## Biographie

### Famille
Joseph-Louis Giret naît le 6 novembre 1763 à Florensac (Languedoc).
Il est le fils de Louis Giret (1734-1786), avocat en parlement, et de Marie Barral de Labaye (1736-1783). Par ailleurs, il est le neveu de Pierre-Joseph Giret (1746-1826), garde du corps des rois Louis XV et Louis XVI,,,.
La famille Giret est une famille d'ancienne bourgeoisie du Languedoc.

### Études religieuses et sacerdoce
Entreprenant des études religieuses, il entre comme novice à l'abbaye Saint-Quentin à Beauvais le 1er décembre 1783,.
Il devient étudiant à Notre-Dame de Châtrices en août 1785.
Nommé sous-diacre à Noël 1786, il poursuit ses études à l'abbaye Saint-Denis de Reims à compter d'octobre 1787.
Il est ensuite ordonné diacre à Pâques 1788 et prêtre le 20 septembre 1788,.
Il est nommé vicaire de la cathédrale Saint-Pierre de Montpellier, puis il enseigne comme professeur à l'abbaye Toussaint d'Angers de mai 1788 au 1er juillet 1790.
Durant la Révolution française, il prête serment à la constitution civile du clergé et devient curé constitutionnel élu de Saint-Quentin (Gard) le 12 juin 1791,,,.

### Juge révolutionnaire sous la Terreur
Acquis aux idées révolutionnaires, Joseph-Louis Giret est député de la Société populaire de Nîmes, et membre du club des Jacobins.
Par ailleurs, il prend des responsabilités politiques en étant membre du directoire du département du Gard et président de la commission d’Orange.
Résignant ses fonctions de curé constitutionnel, il s'engage à l'armée d'Italie, d'où il est délégué comme agent militaire pour le canton d'Uzès au printemps 1793.
Il devient magistrat en étant nommé juge au tribunal du district de Nîmes le 7 décembre 1793,,,,.
Il prononce et imprime des discours jacobins à Marseille en 1793 et à Paris début 1794,.
Il se rend à Paris le 24 Nivôse an II (soit le 13 janvier 1794), où il réside rue des Petits-Champs, comme indiqué sur sa "carte de sûreté".
Nommé juge au tribunal criminel révolutionnaire du département du Gard à Nîmes le 23 février 1794 par arrêté de Jean Borie, représentant du peuple,,,, il est l'un des principaux meneurs de la Terreur dans le département du Gard,,,,.
Les autres meneurs nîmois sont le maire Jean-Antoine Courbis surnommé « le Marat du Gard », Jean-Marie Pallejay, président du tribunal criminel révolutionnaire, Baumet, juge, Boudon, juge, Louis Pelissier, juge suppléant, Colomb, agent national, Augustin Bertrand, accusateur public, Jean Allien, gardien de prison.
Ainsi composé et assisté, le tribunal criminel révolutionnaire du Gard, du 1er germinal au 14 thermidor an II, tient 30 séances et condamne 132 personnes à mort.

### Arrestation et mort
A la suite de la chute de Robespierre le 9 Thermidor qui met fin à la Terreur, le juge Giret est arrêté, comme les autres membres du tribunal criminel révolutionnaire, le 19 Thermidor an II (soit le 6 août 1794) alors qu'il est au club des Jacobins de Nîmes,.
Incarcéré à la prison de Nîmes (citadelle), il se donne la mort par pendaison dans son cachot le 25 août 1794, soit trois semaines après son arrestation,,.

## Vie privée
Peu avant son arrestation, il épouse Marie-Thérèse Barbier (née en 1774) le 28 messidor an II (soit le 16 juillet 1794) à Nîmes. Cette dernière est la fille de Joseph Barbier, marchand à Nîmes, et de Marie-Élisabeth Vincent, et la nièce du peintre Jacques-Luc Barbier-Walbonne.
Le couple n'a pas d'enfant connu.

## Publications
- Joseph-Louis Giret, Lettre de Giret à Monsieur l'abbé Sorbière, Académie de Nîmes, 30 décembre 1791 (lire en ligne)
- Joseph-Louis Giret, Discours prononcé à l'assemblée générale des sociétés populaires du Midi, réunies à Marseille, Marseille, 4 octobre 1793, 6 p. (lire en ligne)
- Joseph-Louis Giret, Discours prononcé aux Jacobins, à la séance du primidi 11 Pluviose, Paris, Impr. des sans-culottes, 30 janvier 1794, 24 p. (lire en ligne)